# ولیکا بیلجنیکا
ولیکا بیلجنیکا (به لاتین: Velika Biljanica}} یک منطقهٔ مسکونی در صربستان است که در لسکواس واقع شده‌است.

## خصوصیات
ولیکا بیلجنیکا ۵۱۶ نفر جمعیت دارد.